# Rachel Nichols
Rachel Emily Nichols, född 8 januari 1980 i Augusta, Maine, är en amerikansk skådespelare. 

## Biografi
Rachel Nichols började sin karriär som fotomodell, kombinerat med universitetsstudier. Som modell fotograferades hon för Guess?, Abercrombie & Fitch, L'Oréal och Nicole Miller. Hon filmdebuterade 2000 i en biroll i Höst i New York.
Mer uppmärksammad blev hennes korta insats i Sex and the City i episoden A Vogue Idea 2002. Rachel spelade sedan den unga reportern Jessica i komedifilmen Dum och ännu dummare: När Harry mötte Lloyd som är en uppföljare till Dum & Dummare med Jim Carrey och Jeff Daniels, men med andra skådespelare. Nichols fick efter några mindre filmroller sedan huvudrollen som FBI-agenten Rebecca Locke i TV-serien The Inside som lades ner snabbt efter 13 inspelade episoder. 
Hon fick efter det en roll i TV-serien Alias, och spelade i dess femte och sista säsong CIA-agenten Rachel Gibson, expert på IT-frågor. Hon hade efter det bland annat en roll som spököverfallen och lättklädd, gallskrikande barnvakt i The Amityville Horror 2005, och en huvudroll som i ett parkeringsgarage överfallen men energiskt kämpande karriärkvinna i thrillern P2. 
Hon har även haft andra filmroller, men blev 2009 mest känd som den starkt grönsminkade kadett Gaila i Star Trek 2009, en Orion som har en kort lättklädd scen med James T. Kirk, och för en huvudroll som Shana O'Hara/Scarlett i G.I. Joe: The Rise of Cobra 2009.
Hon är 2010 bland annat verksam med inspelningen av Conan inför filmåret 2011, en ny film om Robert E. Howards klassiske pulp-hjälte Conan the Cimmerian. 
Nichols spelar 2010–2011 Ashley Seaver i TV-serien Criminal Minds.

## Filmografi i urval
- 2014 – Tokarev
- 2012 – Continuum (TV-serie)
- 2012 – Alex Cross
- 2011 – Conan Barbaren
- 2010–2011 – Criminal Minds (TV-serie
- 2009 – G.I. Joe: The Rise of Cobra
- 2009 – Star Trek
- 2008 – Systrar i jeans 2
- 2007 – Charlie Wilson's War
- 2007 – Resurrecting the Champ
- 2007 – P2
- 2005–2006 – Alias (TV-serie)
- 2005 – The Inside (TV-serie)
- 2005 – The Amityville Horror
- 2004 – Debating Robert Lee
- 2003 – Dum och ännu dummare: När Harry mötte Lloyd
- 2002 – Sex and the City (TV-serie) avsnitt 17, säsong 4: A Vogue Idea
- 2000 – Höst i New York